# Antonio Curra
Antonio Curra var en 19-årig italiensk rygsækturist, der blev myrdet på hjørnet af Blågårdsgade og Åboulevarden på Nørrebro i København d. 9. august 2003. Gerningsmændende var de to fætre Ferhat og Hizir Kilic, som blev dømt til henholdsvis ti og otte års fængsel samt udvisning af Danmark.
Mordet medførte en omfattende samfundsdebat med krav om stramning af straffeloven og nedsættelse af den kriminelle lavalder, ligesom mordet i høj grad pustede til den i forvejen aktive indvandringsdebat.
I 2009 myrdede Hizir Kilic sin fætter Ferhat Kilic i Konya i Tyrkiet.